# 2009 au Pakistan
Chronologie en Asie
2007 au Pakistan - 2008 au Pakistan - 2009 au Pakistan - 2010 au Pakistan - 2011 au Pakistan
2007 par pays au Proche-Orient - 2008 par pays au Proche-Orient - 2009 - 2010 par pays au Proche-Orient - 2011 par pays au Proche-Orient
2007 par pays en Asie - 2008 par pays en Asie - 2009 - 2010 par pays en Asie - 2011 par pays en Asie

## Chronologie

### Janvier 2009
- Jeudi 1er janvier 2009 : Un drone américain tire trois missiles sur la zone de Karikot, dans la région du Sud-Waziristan, faisant cinq morts. Parmi eux figurent deux chefs d'Al-Qaïda, le Kényan Oussama Al-Kini, considéré comme le chef des opérations au Pakistan, et son bras droit, Ahmed Salim Swedan. Les deux hommes figuraient sur la liste des personnes les plus dangereuses recherchées par le FBI, pour leur implication dans les attentats ayant frappé les ambassades américaines au Kenya et en Tanzanie en 1998. Oussama Al-Kini était soupçonné d'avoir fomenté l'attentat à la voiture piégée qui a visé l'hôtel Marriott d'Islamabad le 20 septembre dernier, faisant 60 morts. Il était aussi tenu pour responsable d'une tentative d'assassinat visant l'ex-premier ministre pakistanais Benazir Bhutto à son retour d'exil en octobre 2007[1].
- Vendredi 2 janvier 2009 : Un missile américain tue au moins trois combattants insurgés étrangers dans la zone tribale du nord-ouest.
- Samedi 3 janvier 2009 : La police arrête l'ancien porte-parole du mollah Omar.
- Dimanche 4 janvier 2009 : 
  - Un attentat-suicide à la bombe, dans une rue très fréquentée du centre de la ville de Dera Ismail Khan (nord-ouest), cause la mort de 5 policiers et de deux civils. 28 autres personnes ont été blessées.
  - La police arrête sept talibans et saisit un camion transportant une tonne d'explosifs, à Jamrud (nord-ouest), une ville qui contrôle l'accès à la passe de Khyber qui relie l'Afghanistan.

- Vendredi 9 janvier 2009 : 

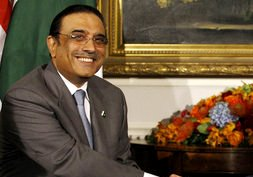
Asif Ali Zardari
(septembre 2008)

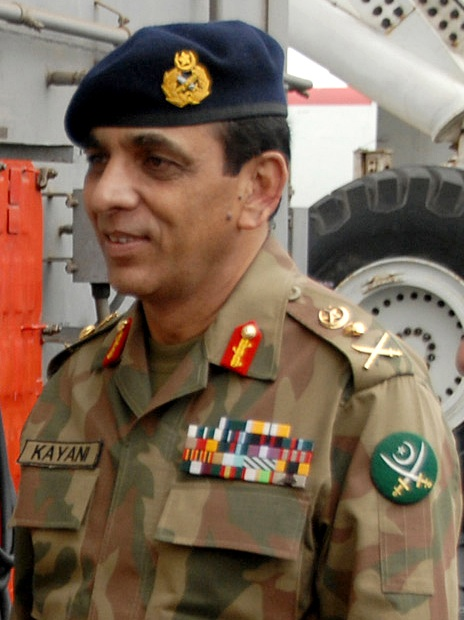
Général Ashfaq Kayani
(août 2008)

  - Le nouveau vice-président des États-Unis Joe Biden est arrivé en visite dans le cadre d'une tournée en Asie du sud-ouest, pour rencontrer le président Asif Ali Zardari, le premier ministre Youssouf Raza Gilani et le chef d'état-major de l'armée pakistanaise, le général Ashfaq Kayani.
  - Début de deux jours de violences sectaires entre partisans de deux clans musulmans rivaux dans le district de Hangu (nord-ouest). 9 personnes ont été tuées et une vingtaine ont été blessées par balles.
- Dimanche 11 janvier 2009 : Après une attaque massive lancée par des islamistes contre les forces de sécurité près de la frontière afghane, 6 soldats et 40 rebelles ont trouvé la mort.
- Jeudi 15 janvier 2009 : Les forces de l'ordre ont procédé à 71 arrestations dans le cadre d'une opération contre des groupes soupçonnés d'être liés aux attentats à Mumbaï.
- Lundi 19 janvier 2009 : 
  - Les talibans ont à nouveau détruit à l'explosif 5 écoles scolarisant des filles à Mingora (vallée de Swat). Depuis le début de l'offensive de l'armée pakistanaise à l'automne 2007 pour reconquérir cette vallée qui fut le premier site touristique du pays, les talibans ont dynamité 173 écoles dont 105 de filles[2]. Le 25 décembre 2008, le chef des talibans de la vallée de Swat, Shah Durran, a déclaré : « Vous avez jusqu'au 15 janvier pour arrêter d'envoyer vos filles dans les écoles. Si vous passez outre cet avertissement, nous tuerons ces filles […] Nous avertissons également les écoles qu'elles ne doivent accueillir aucune fille, sinon nous ferons exploser leurs bâtiments »[3].
  - Des talibans pakistanais ont tiré à l'aube huit roquettes sur un camp des troupes paramilitaires à Landi Kotal, près du poste frontière de Torkham, tuant un soldat et en blessant dix autres. La route principale de la passe de Khyber utilisée par la force de l'Otan pour ravitailler ses troupes en Afghanistan a dû être fermée à nouveau.
- Mardi 20 janvier 2009 : Six hommes, accusés d'être des « espions des États-Unis », sont tués par les talibans dans les zones tribales du Nord-Ouest. Les missiles, tirés par des drones, sont guidés vers leurs cibles grâce aux renseignements récoltés au sol. Ces exécutions « pour l'exemple » de personnes accusées d'espionnage sont quasi-quotidiennes dans les zones tribales pakistanaises. Dans la plupart des cas, les victimes sont lentement décapitées sous l'œil d'une caméra et les vidéos largement diffusées sur les marchés locaux pour dissuader ceux qui seraient tentés de renseigner les Américains ou les services de renseignements pakistanais.
- Mercredi 21 janvier 2009 : Les forces pakistanaises ont arrêté, à Peshawar, sept militants islamistes d'al-Qaida, dont un chef, connu sous le nom de Zabi ul-Taïfi, recherché dans le cadre de l'enquête sur les attentats du 7 juillet 2005 dans les transports en commun de Londres qui avaient fait 56 morts, dont les 4 kamikazes.
- Vendredi 23 janvier 2009 : 
  - Deux attentats à la voiture piégée dans le Nord-Ouest, à Mingora et dans sa banlieue, causent la mort de 5 personnes dont 2 soldats et une femme.
  - Un tir de missile américain contre un bâtiment d'habitation dans le nord-ouest près de la frontière afghane, cause la mort de 21 personnes et fait des dizaines de blessés.
- Lundi 26 janvier 2009 : Au moins cinq personnes ont été tuées et dix autres ont été blessées, par l'explosion d'une bombe dissimulée sur une moto sur une route très fréquentée de la ville de Dera Ismaïl Khan (nord-ouest). La bombe a explosé quelques minutes après le passage de la voiture du député à l'Assemblée provinciale, Khalifa Abdul Qayyum, mais selon la police : « on ne sait pas encore s'il était la cible ».
- Mardi 27 janvier 2009 : Une cinquantaine de chefs coutumiers et de leaders religieux, réunis à Multan pour une jirga, une assemblée tribale traditionnelle, à l'appel du principal parti islamiste du pays, le Jamaat-e-Islami, demandent au gouvernement pakistanais de mettre un terme aux offensives lancées depuis l'été 2008 contre les combattants islamistes dans les zones tribales du nord-ouest, limitrophes de l'Afghanistan, et d'entamer des pourparlers : « Le gouvernement devrait éviter la confrontation et rechercher les voies de la négociation par le biais d'une jirga afin de restaurer la paix et la tranquillité [… et la jirga] condamne avec véhémence les tirs de missiles américains » qui visent régulièrement les combattants islamistes dans les zones tribales. Depuis quatre mois, les dizaines de missiles, tirés par des drones de la CIA ou des forces américaines basées en Afghanistan, ont tué de nombreux combattants islamistes présumés — dont des cadres d'al-Qaida — mais aussi de nombreux civils, appelés pudiquement « dommages collatéraux »[4].
- Mercredi 28 janvier 2009 : 
  - Le ministère des Affaires étrangères estime que les tirs de missiles américains visant al-Qaida et les talibans afghans dans le nord-ouest du Pakistan sont « contre-productifs », alors que le secrétaire à la Défense américain, Robert Gates, a laissé entendre qu'ils se poursuivraient dans les zones tribales frontalières avec l'Afghanistan. Ces missiles ont tué de nombreux combattants islamistes présumés, dont des cadres d'al-Qaida, mais aussi des civils selon les autorités pakistanaises.
  - L'armée pakistanaise déclare avoir tué 12 combattants islamistes au cours d'un raid dans le village de Tor Chapar (district de Kohat), frontalier avec l'Afghanistan, où sur la foi de renseignements elle savait que des talibans pakistanais s'étaient rassemblés en vue de lancer une attaque. Au moins douze combattants islamistes auraient été tués par des tirs d'artillerie lourde, alors que l'armée n'a subi aucune perte.
- Jeudi 29 janvier 2009 : La police annonce avoir démantelé un groupe de neuf militants liés à Al-Qaïda et aux talibans, qui étaient recherchés dans le cadre de l'enquête sur une série d'attentats suicides.

### Février 2009
- Lundi 2 février 2009 : Le responsable américain de l'antenne régionale du Haut-Commissariat des Nations unies pour les réfugiés (HCR), John Solecki, a été enlevé à Quetta (capitale de la province du Baloutchistan), non loin des zones tribales frontalières avec l'Afghanistan. Son chauffeur a été tué. Le Front de libération du Baloutchistan, groupe séparatiste inconnu, revendique l'enlèvement.
- Mardi 3 février 2009 : 
  - Des combattants islamistes dynamitent un pont dans le nord-ouest du Pakistan, dans la passe de Khyber, la principale voie de ravitaillement de la force multinationale de l'Otan qui combat les talibans en Afghanistan. Ces derniers mois, la circulation sur cette route, a été fermée temporairement à plusieurs reprises ces derniers mois en raison des attaques des islamistes. Depuis l'été, les talibans pakistanais ont multiplié les attaques audacieuse visant les dépôts de l'Otan et les convois dans la passe de Khyber, poussant l'Otan et les États-Unis à conclure des accords pour l'acheminement de leur logistique par le nord de l'Afghanistan, via certains pays d'Asie centrale[5].
  - L'armée assure avoir tué 35 combattants islamistes à Khwazakhela dans la vallée de Swat, où elle a lancé depuis l'été une vaste offensive contre les talibans pakistanais proches d'al-Qaida.
- Mercredi 4 février 2009 :
  - Dans la matinée, un groupe d'un millier de talibans ont capturé 30 policiers et ont dynamité le poste de police de la ville de Shamozaï, dans la vallée de Swat, où l'armée affronte des combattants islamistes proches des talibans afghans et d'al-Qaida. Les policiers ont été libérés dans l'après-midi.
  - Dix camions transportant des conteneurs, servant à transporter des biens et des équipements pour la force de l'Otan en Afghanistan ont été incendiés dans la fameuse passe de Khyber, la principale route reliant le Pakistan et l'Afghanistan.
  - L'armée pakistanaise assure avoir tué plus de cinquante talibans dans la région depuis le début de la semaine.
- Vendredi 6 février 2009 : 
  - Un attentat-suicide à proximité d'une mosquée chiite de Dera Ghazi Khan (centre), au moment où une foule de fidèles se rendait à la mosquée avant le début des prières, a tué au moins 33 personnes et fait 52 blessées dont 13 sont dans un état critique. Selon la police, le kamikaze portait une veste avec au moins 12 kg d'explosifs.
  - Un tribunal ordonne la libération du scientifique Abdul Qadeer Khan, considéré comme le père de la bombe atomique au Pakistan, et qui vivait depuis cinq ans en résidence surveillée après avoir reconnu s'être livré à des activités de prolifération nucléaire. Le scientifique, qui jouit du statut de héros national pour avoir doté le pays de l'arme atomique en 1998, pourra maintenant se déplacer librement dans le pays, mais devra obtenir la permission du gouvernement pour voyager à l'étranger. Ce geste inquiète les États-Unis, qui ont demandé aux autorités pakistanaises des assurances qu'Abdul Qadeer Khan ne soit plus impliqué dans de telles activités.
- Samedi 7 février 2009 :

Le Mouvement des talibans pakistanais, dirigé par Baitullah Mehsud, assure avoir exécuté l'ingénieur polonais, Piotr Stanczak, après que le gouvernement polonais eut catégoriquement refusé de payer une rançon pour sa libération, mais l'ambassade de Pologne a indiqué qu'elle n'en avait pas reçu la preuve. Enlevé le 28 septembre 2008 par des hommes armés près d'Attock, à environ 110 kilomètres à l'ouest d'Islamabad, dans le nord-ouest du pays, il travaillait pour la société pétrolière polonaise Geofizyka Krakow. Ses deux chauffeurs et ses gardes du corps avaient été abattus sur place.
- Lundi 7 février 2009 : Une attaque avec des obus de mortier a eu lieu contre un quartier de la périphérie de la ville de Darra Adam Khel, causant la mort de 12 civils dont des enfants et en blessant six autres. La ville est connue pour ses fabriques artisanales et son marché d'armes à feu et de munitions en tous genres. Elle est devenue depuis des mois un bastion du Mouvement des Talibans du Pakistan qui a fait allégeance à al-Qaida. L'armée pakistanaise nie toute opération militaire dans ce secteur.
- Mardi 10 février 2009 : Des médias pakistanais, disant s'appuyer sur les résultats préliminaires de l'enquête d'Islamabad sur les attentats qui avaient fait 165 victimes à Bombay fin novembre, affirment que ceux-ci ont été coordonnés depuis l'Autriche. Le ministre des Affaires étrangères de l'Inde, Pranab Mukherjee, critique ces fuites, soulignant que le Pakistan devait l'informer en amont de tout élément permettant de faire progresser l'enquête.
- Mercredi 11 février 2009 : Une bombe télécommandée, dissimulée sur une bicyclette, explose sur la route de Dalla Zak à Peshawar (nord-ouest) au passage du véhicule du député provincial Alam Zeb Khan qui a été blessé ainsi que sept autres personnes. Le secteur est proche des zones tribales qui longent la frontière afghane.
- Jeudi 12 février 2009 : Le conseiller du premier ministre pour les affaires intérieures, Rehman Malik, annonce que les attentats de Mumbai (ex-Bombay), qui avaient fait 179 morts fin novembre dernier, ont été en partie préparés au Pakistan et que plusieurs des suspects connus ont été interpellés. C'est la première fois qu'Islamabad reconnaît que le complot à l'origine de ces attentats meurtriers est parti de son territoire. Parmi les suspects arrêtés, le « cerveau » et cinq autres organisateurs présumés qui étaient partis en bateau depuis Karachi, deux autres sont encore recherchés.
- Vendredi 13 février 2009 : 
  - Le Front de libération du Baloutchistan, groupe séparatiste inconnu, qui a enlevé le 2 février le responsable américain de l'antenne régionale du Haut-Commissariat des Nations unies pour les réfugiés (HCR), John Solecki, fait diffuser une vidéo par la chaîne de télévision privée pakistanaise Dunya dans laquelle l'otage apparaît les yeux bandés. Le groupe terroriste exige la libération de 141 prisonnières sous les soixante-douze heures, et menace de tuer son otage en cas de non-coopération.
  - Les forces de sécurité assurent avoir capturé vendredi cinq hommes qui se destinaient à être des kamikazes, dans la province du Baloutchistan. Ils ont été arrêtés à l'issue d'un raid contre une maison de Pashtoonabad, dans la banlieue de Quetta, dans laquelle ont été découvertes « cinq vestes bourrées d'explosifs ».
- Samedi 14 février 2009 : Un tir de missile américain a tué 25 insurgés, des moudjahidines ouzbeks, dans un repaire situé dans la ville de Ladha, un fief du chef du Mouvement des Talibans du Pakistan (TTP) de Baitullah Mehsud.

Vallée de Swat

- Lundi 16 février 2009 : Le gouvernement annonce avoir conclu avec des leaders islamistes un accord qui prévoit l'application possible de la charia, la loi islamique, dans la vallée de Swat.
- Vendredi 20 février 2009 : Un attentat suicide perpétré lors des funérailles d'un leader chiite cause la mort d'au moins 30 personnes à Dera Ismaïl Khan nord-ouest, bastion des combattants islamistes proches des talibans et d'Al-Qaïda mais aussi théâtre d'incessantes violences entre sunnites et chiites.
- Samedi 21 février 2009 : Le gouvernement et le groupe de talibans, « Maulana Fazlullah », ont accepté un « cessez-le-feu permanent » dans la vallée de Swat où les combats ont fait près de 1 200 morts, et contraint à l'exil près du tiers des 1,5 million d'habitants. Selon l'accord, la charia sera rétabli dans la vallée et des écoles séparées pour filles ou garçons seront mises en place. Plusieurs gouvernements occidentaux et de nombreux pakistanais ont manifesté leur inquiétude devant cet accord, craignant qu'il n'aboutisse à la création d'un nouveau sanctuaire pour les talibans au Pakistan. Le gouvernement a prévenu que l'accord ne serait appliqué que si les talibans cessaient durablement les combats. La vallée de Swat, à seulement 120 kilomètres au nord-ouest d'Islamabad, était l'une des régions les plus touristiques du pays avant de tomber à l'automne 2007 aux mains d'un groupe de talibans pakistanais dirigé par le maulana Fazlullah, qui depuis menait campagne pour y imposer la charia.
- Dimanche 22 février 2009 : Le chef du gouvernement de la province de la Frontière du Nord-Ouest, Ameer Haider Hoti, annonce vouloir distribuer 30 000 fusils, provenant de saisies, aux villageois de cette région pour faire face aux combattants islamistes proches des talibans. Les armes seront redistribuées aux « individus et groupes organisés pacifiques » dans le cadre d'un programme d'autodéfense des villages.
- Lundi 23 février 2009 : Un responsable taliban déclare un cessez-le-feu unilatéral à Bajaur, précisant que les insurgés ont quitté Inayat Killey, un de leurs fiefs, situé dans les environs de Khar, la principale ville de Bajaur. Ce responsable est un bras droit du chef taliban Baitullah Mehsud, accusé par le gouvernement pakistanais d'être le cerveau de l'assassinat de l'ancien premier ministre Benazir Bhutto, en décembre 2007.
- Mardi 24 février 2009 : Les forces de sécurité suspendent leurs opérations dans la zone tribale de Bajaur. Il s'agit d'un « geste de bonne volonté » à la demande des chefs tribaux, afin de mener des négociations de paix avec les militants islamistes de cette zone, où le gouvernement pakistanais a lancé depuis août une vaste offensive militaire en passe de se solder par une victoire.

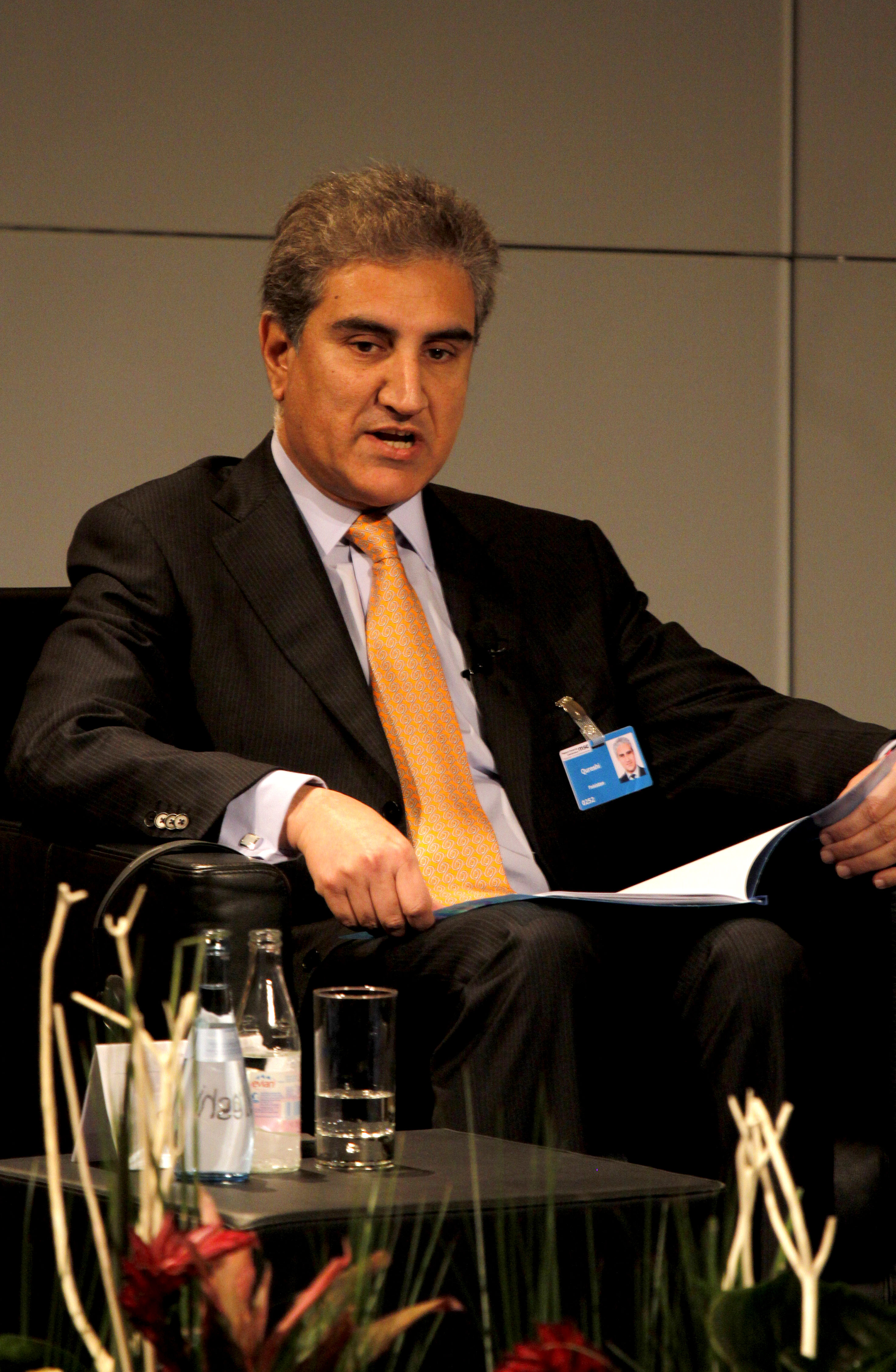
Shah Mehmood Qureshi
(février 2009)

- Mercredi 25 février 2009 : Le ministre des Affaires étrangères Shah Mehmood Qureshi promet que son gouvernement ne tolèrerait pas Al-Qaïda dans la vallée de Swat où il a conclu un accord de paix controversé avec des leaders islamistes proches des talibans. Il estime que la présence dans cette vallée était « tout au plus négligeable » affirmant que « les talibans ne seront pas aux commandes là-bas. Nous ne faisons pas de compromis avec les talibans […] Nous avons mis al-Qaida dehors […] de la vallée de Swat et nous allons les mettre dehors des zones tribales […] Ce que les gens ne comprennent pas c'est que nous avons freiné l'élan des extrémistes ».

### Mars 2009
- Dimanche 1er mars 2009 : Au moins 8 rebelles ont été tués et 3 autres blessés par des tirs de missiles américains sur le village de Murghiban, dans la région Sud-Waziristan, un bastion des talibans, dans le nord-ouest. La cible est un centre d'entraînement des militants islamistes et accueille des activistes étrangers dont 4 seraient morts dans l'attaque.
- Lundi 2 mars 2009 : 5 personnes sont tuées et 7 autres sont blessées dans une attentat suicide contre une école coranique (madrasa) du village de Kili Karbala dans la province du Baloutchistan à 50 km au nord de la capitale Quetta où devait se tenir un rassemblement de sympathisants d'un parti islamique autour du responsable régional du Jamiat-e-Ulema-e-Islam connu pour ses positions hostiles aux talibans.
- Mardi 3 mars 2009 : 
  - 6 policiers et 2 civils sont tués et 6 joueurs sont blessés dans une attaque menée par des hommes masqués avec des armes automatiques et des grenades contre l'équipe de cricket du Sri Lanka à Lahore (est), au moment où elle s'apprêtait à disputer un match contre le Pakistan. Le président du Sri Lanka, Mahinda Rajapakse, qualifie l'attaque de « lâche attentat terroriste ». Le président Asif Ali Zardari et le premier ministre Youssouf Raza Gilani condamnent « l'attentat terroriste » et demandent que ses auteurs soient identifiés[7].
  - À la suite de l'attaque, deux voitures piégées sont désamorcées et un stock d'armes est découvert, comprenant des grenades, trois kilos d'explosifs, un pistolet et un câble de mise à feu d'un mètre de long. D'autre part cinq suspects sont interpellés.
- Jeudi 5 mars 2009 : Au moins 14 mineurs sont tués et 11 autres blessés dans l'effondrement de la mine de charbon de Sorange, située dans la province du Baloutchistan (sud-ouest). La mine s'est effondrée lorsqu'une poche de gaz qui s'y était accumulé a explosé.
- Samedi 7 mars 2009 : Des talibans réussissent à abattre un drone américain dans la zone tribale du nord-ouest.
- Dimanche 8 mars 2009 : Le patron d'Interpol, Ronald Noble, annonce que le Pakistan a accepté de fournir à l'organisation internationale de coopération policière des empreintes ADN, ainsi que d'autres informations relatives aux suspects des attentats de Bombay, en Inde. Ces empreintes seront confrontées à la banque mondiale de données ADN, qui comprend 83 000 empreintes.
- Vendredi 13 mars 2009 : 24 personnes sont tués et une cinquantaine d'autres sont blessées par deux tirs de missiles américains contre un camp d'entraînement de talibans dans la zone tribale de Kurram. Parmi les morts se trouvaient des combattants étrangers.

- Dimanche 15 mars 2009 :

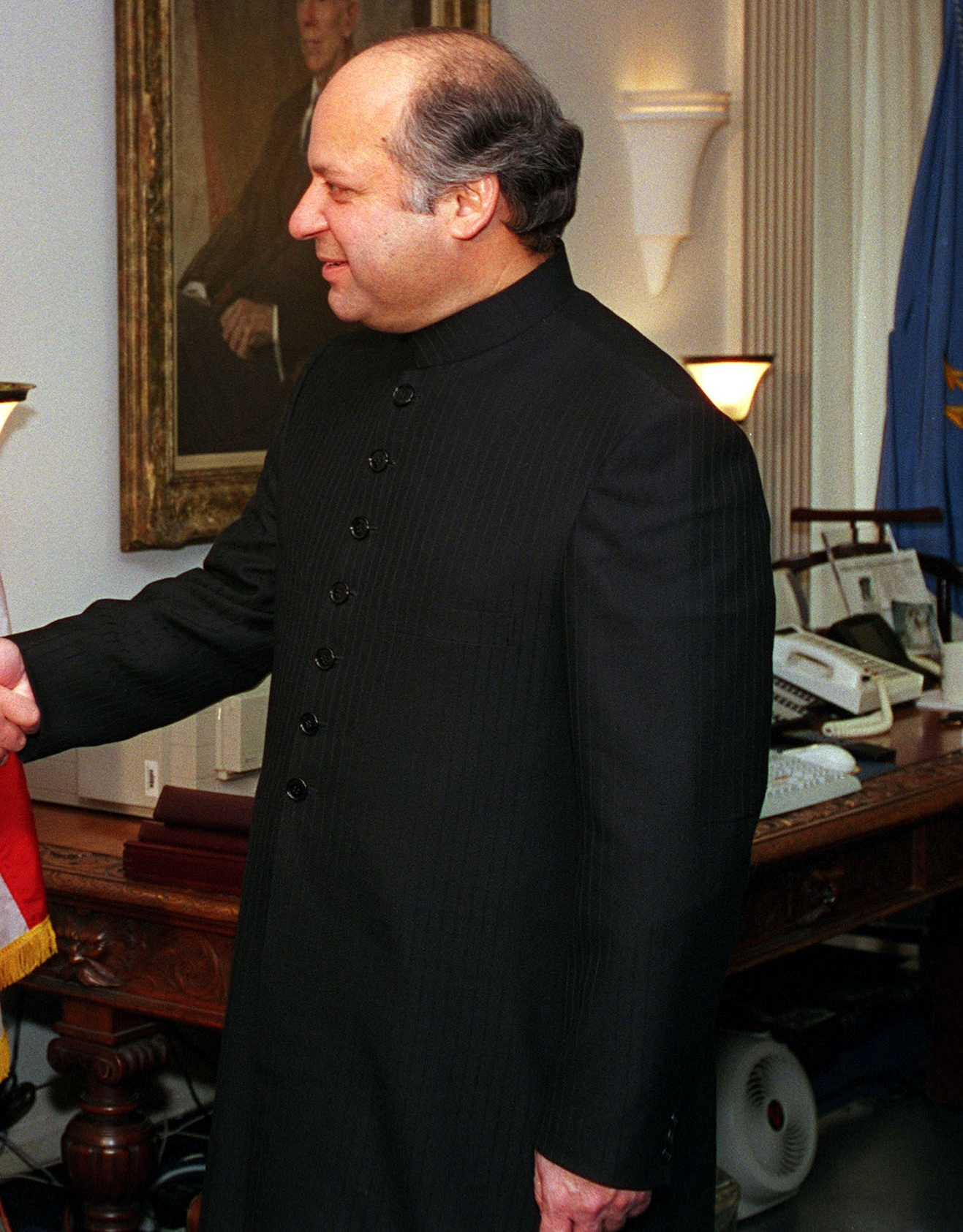
Mian Muhammad Nawaz Sharif
(décembre 1998)

  - Le principal leader de l'opposition Nawaz Sharif est placé en résidence surveillée pendant trois jours pour l'empêcher de participer à la marche de protestation prévue dans la journée. Des centaines de policiers ont pris place autour de sa maison, dans la ville de Lahore. Finalement, il a pris la parole devant une foule rassemblée face à sa résidence pour qualifier d'« illégale » son assignation à résidence.
  - Attaque des talibans armés de roquettes et de fusils automatiques contre un terminal de l'OTAN situé en périphérie de Peshawar. 4 roquettes sont tirées détruisant 8 camions transportant du ravitaillement pour les forces de l'OTAN en Afghanistan et 2 des chauffeurs ont été blessés. Les attaquants avaient pris la fuite après une fusillade avec les policiers arrivés sur place. Depuis l'été, les talibans ont multiplié les attaques visant des dépôts de l'OTAN et des convois traversant la passe de Khyber.
  - Un missile américain détruit la maison d'un responsable politique à Jani Khel près du Waziristan tuant au moins trois personnes.
- Lundi 16 mars 2009 : 
  - Le Premier ministre Yousaf Raza Gilani désamorce la crise politique en restaurant dans ses fonctions Iftikhar Muhammad Chaudhry, l'ancien président de la Cour suprême et tous les juges destitués par l'ancien général-président Pervez Musharraf depuis fin 2007[8].
  - 15 personnes sont tuées et 19 autres sont blessées par une explosion due à un attentat suicide près de la station de taxi à la gare routière de Rawalpindi au sud d'Islamabad.
- Jeudi 19 mars 2009 : Au moins 8 personnes ont été tuées par un tir de trois roquettes visant une base de l'armée pakistanaise dans la ville de Lanvi Kotal dans la zone tribale frontalière. L'une d'elles a atteint un centre commercial, tuant au moins huit personnes et en blessant plus de 30 autres.
- Samedi 21 mars 2009 : Les troupes pakistanaises et indiennes ont échangé des tirs dans la région himalayenne du Cachemire, secteur de Pando près de Chakothi. Les deux pays se sont accusés mutuellement d'avoir ouvert le feu en premier. Les relations entre les deux pays se sont tendues depuis les attaques de novembre 2008 à Bombay. Cet incident a interrompu cinq mois de calme relatif sur la Ligne de contrôle, une frontière de facto, hautement militarisée, qui sépare les secteurs pakistanais et indien du Cachemire.
- Dimanche 22 mars 2009 : Le président de la Cour suprême du Pakistan Iftikhar Chaudhry, limogé en 2007 par le régime militaire était devenu une icône du combat pour la démocratie. Le juge Chaudhry avait été limogé après avoir pris plusieurs décisions qui avaient déplu au régime militaire, notamment celle d'ordonner une enquête sur des dizaines de personnes disparues et supposées être aux mains des services de sécurité. Il a retrouvé ses fonctions, acclamé par des centaines de personnes rassemblées devant sa maison.
- Lundi 23 mars 2009 : Les forces de sécurité annoncent avoir détruit deux repaires de rebelles et découvert un important stock d'armes dans le district de Uchh, à 270 kilomètres au sud-est de la capitale provinciale Quetta, province du Baloutchistan (sud-ouest). L'opération a été menée après l'enlèvement de deux soldats par des rebelles. Une grande quantité d'armes, de roquettes et d'explosifs ainsi que du matériel de communication ont été découverts.
- Jeudi 26 mars 2009 : 
  - Au moins 6 personnes sont tuées et 25 autres blessées dans un attentat-suicide commis dans une auberge en plein air de Dera Ismaïl Khan, une ville où les violences entre musulmans sunnites et chiites sont fréquentes.
  - Selon le New York Times, des agents du renseignement militaire pakistanais apportent un soutien aux talibans qui combattent dans le sud de l'Afghanistan. Cette aide prendrait plusieurs formes (financement, fourniture d'équipements militaires, planification) et serait coordonnée par des membres la S Wing, une branche chargée des opérations extérieures de l'Inter-Services Intelligence (ISI), les services de renseignement pakistanais.
- Vendredi 27 mars 2009 : 50 personnes sont tuées dans l'attentat suicide dans une mosquée de la ville de Jamrud de la région de Khyber (nord-ouest), remplie de fidèles pour la prière du vendredi.
- Samedi 28 mars 2009 : 12 camions transportant de l'approvisionnement pour l'OTAN en Afghanistan sont détruits lors d'une attaque menée par des talibans armés de roquettes et de bombes incendiaires dans le terminal routier de Farhad à la sortie de Peshawar (nord-ouest). Il n'y a pas eu de victimes.
- Lundi 30 mars 2009 : Des talibans armés de fusils d'assaut et de grenades ont attaqué un centre d'entraînement de la police à Lahore (est), tuant au moins 8 hommes et en blessant au moins 20 autres. De nombreux policiers se préparaient pour un entraînement ce qui leur a permis de réagir rapidement.

### Avril 2009
- Mercredi 1er avril 2009 : Deux missiles américains ont touché un centre d'entraînement des talibans et combattants d'al-Qaida dans la zone tribale d'Orakzai, à 25 kilomètres au nord-est de la ville de Hangu, tuant 12 insurgés.

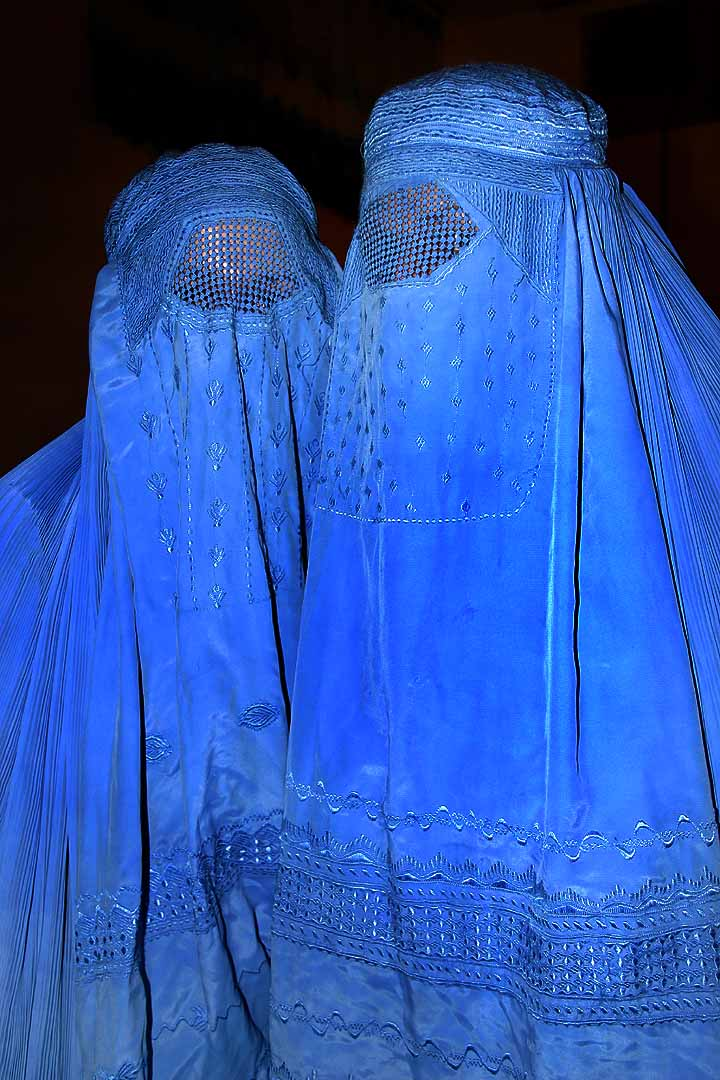
Femmes portant une burqua

- Vendredi 3 avril 2009 : Le gouvernement pakistanais annonce l'ouverture d'une enquête, après la diffusion d'une vidéo montrant une femme battue par plusieurs hommes barbus et enturbannés dans la vallée de Swat. Immobilisée par les pieds et les épaules, la femme, revêtue d'une burqa et criant sa douleur, reçoit 34 coups de fouet.
- Samedi 4 avril 2009 : 
  - Un missile américain a tué au moins 13 personnes et blessé au moins 8 autres dans l'explosion d'une maison dans une zone reculée du Nord-Waziristan.
  - Un attentat a visé un poste de police sur une grande avenue du centre d'Islamabad tuant au moins huit soldats. Il s'agit de la seconde attaque visant les forces de sécurité dans la capitale pakistanaise en moins de deux semaines en riposte aux tirs de missiles américains contre des repaires des talibans et du réseau Al-Qaïda dans les zones tribales du Nord-Ouest.
  - Un conteneur maritime a été trouvé enfermant les cadavres de 46 personnes et une cinquantaine de survivants « inconscients » dans la région de Hazar Ganji à une vingtaine de kilomètres au sud de Quetta, la capitale du Baloutchistan, limitrophe de l'Afghanistan et de l'Iran.
  - Le fonctionnaire américain de l'ONU, John Solecki, enlevé dans le Sud-Ouest du Pakistan il y a deux mois, a été libéré aujourd'hui sain et sauf, dans la province du Baloutchistan, à environ 50 kilomètres au sud de Quetta.
- Dimanche 5 avril 2009 : Un attentat-suicide visant un rassemblement religieux de la minorité chiite cause la mort d'au moins 22 personnes dans la ville de Chakwal, et en blessant au moins 50 autres dont 10 grièvement, à une soixantaine de km au sud d'Islamabad. Le « kamikaze a fait exploser la bombe qu'il portait sur lui devant la porte de la mosquée », « le suspect a été arrêté à l'entrée. Il a forcé le passage et s'est fait exploser », la mosquée accueillait 1 200 personnes qui assistaient à un majlis, un rassemblement religieux chiite.
- Mercredi 8 avril 2009 : un missile américain tiré par un drone contre un véhicule ciblé a tué trois personnes et en a blessé quatre autres à Gangi Khel, près de Wana dans les zones tribales du Nord-Ouest.
- Dimanche 12 avril 2009 : 11 camions remplis transportant du ravitaillement pour l'Otan en Afghanistan ont été détruits lors d'une attaque menée par des talibans contre deux terminaux routiers près de Peshawar (nord-ouest) mais sans faire de victimes.
- Lundi 13 avril 2009 : Un suspect lié aux attentats meurtriers de la fin novembre 2008 à Bombay et soupçonné d'avoir « facilité les transferts d'argent et d'avoir participé à l'organisation » des attentats a été arrêté au Pakistan qui a demandé à l'Inde de lui fournir des informations supplémentaires pour pouvoir poursuivre les suspects en justice.
- Mercredi 15 avril 2009 : Un attentat suicide à la voiture piégée remplie d'explosifs contre un poste de police à Charsadda (nord-ouest) cause la mort de 18 personnes dont 9 policiers et en blesse 7 autres.
- Jeudi 16 avril 2009 : Le chef de la Mosquée rouge, le mollah Abdul Aziz Ghazi, été libéré sous caution après deux ans de prison à la suite de son arrestation, alors qu'il tentait de fuir dissimulé sous une burqa de femme. L'armée et la police avaient quelques jours plus tard mené l'assaut contre des centaines d'étudiants islamistes armés retranchés qui occupaient le bâtiment en juillet 2007. Plus de 100 personnes dont une majorité de femmes avaient péri dans l'assaut. Depuis quelques mois le mollah résidait dans une maison de Rawalpindi.
- Vendredi 17 avril 2009 : Les participants à la conférence des donateurs du Pakistan à Tokyo promettent plus de 5 milliards de dollars sur 2 ans d'aide civile pour stabiliser ce pays, stratégique dans la lutte contre le terrorisme. Les États-Unis et le Japon ont chacun promis un milliard de dollars sur deux ans et l'Union européenne 640 millions de dollars sur quatre ans. Ces fonds permettront de soutenir « la protection sociale, le développement humain et les programmes pour les pauvres ». Les représentants européens ont cependant exigé que l'usage des fonds soit exemplaire[9].
- Samedi 18 avril 2009 : Un attentat suicide contre un poste de contrôle à Doaba, près de Hangu (nord-ouest), cause la mort d'au moins 20 personnes, dont des policiers et des soldats, et de nombreux blessés dont le chef de la police locale.
- Dimanche 19 avril 2009 : Un tir de missile américain contre une cache des talibans dans les zones tribales fait de nombreux morts.
- Mercredi 22 avril 2009 : 
  - Plus de 300 combattants islamistes liés à Al-Qaïda et aux talibans afghans sont entrés depuis quelques jours dans le district de Buner, adjacent de celui de la vallée de Swat, à 110 km de la capitale pakistanaise. Ils ont pris la ville de Buner, se sont notamment emparés de bâtiments officiels, d'ONG et de mosquées, et ont installé des barrages sur des axes routiers. Cette conquête de terrain est faite en violation d'un récent accord de paix avec le gouvernement en échange de l'instauration de tribunaux islamiques. Les islamistes avaient promis de cesser les combats mais refusé de déposer les armes. Cependant, un de leurs porte-parole a promis de continuer de lutter pour l'application de la charia, la loi islamique, au-delà de Swat, puis dans tout le Pakistan.
  - La secrétaire d'État américaine Hillary Clinton estime que l'avance des talibans au Pakistan représentait une « menace pour l'existence » du pays et appelé les responsables, la population et même la diaspora pakistanais à « dénoncer vigoureusement » toute politique de cession de territoire aux talibans.
- Jeudi 23 avril 2009 : Le chef de la diplomatie afghane, Rangin Dadfar Spanta salue les propos de la secrétaire d'État américaine Hillary Clinton considérant que l'avancée des talibans au Pakistan menaçait l'existence même de ce pays voisin de l'Afghanistan : « À chaque occasion nous essayons d'encourager nos alliés à reconnaître que le principal centre d'entraînement et de protection des terroristes se trouve au-delà des frontières de l'Afghanistan […] Sans coopération directe et honnête de la part du Pakistan, la lutte contre le terrorisme restera une illusion […] Les attentats de Londres, Madrid, Istanbul, Bali, Afghanistan, Bombay ou de n'importe quel autre endroit dans le monde sont le fruit du même réseau terroriste ». L'Afghanistan n'a cessé ces dernières années d'accuser son voisin pakistanais d'abriter des refuges de militants radicaux talibans et d'Al-Qaïda qui traversent la frontière pour aller mener des attaques sur le sol afghan[10].
- Samedi 25 avril 2009 : 
  - Les talibans commencent depuis hier à se retirer du district de Buner qu'ils avaient occupé cette semaine en violation d'un accord conclu avec les autorités et le gouvernement a déployé des forces supplémentaires dans la région. La police paramilitaire a repris le contrôle de Buner et de ses environs.
  - Une bombe piège près d'une école de filles cause la mort d'un moins 12 enfants dans le village de Luqman Banda dans la vallée de Swat. Les islamistes ont annoncé vouloir faire fermer les écoles de filles.
- Dimanche 26 avril 2009 : La dépouille du géologue polonais, Piotr Stanczak (42 ans), qui avait été enlevé le 28 septembre 2008 près de la frontière afghane a été rendue par les talibans. Il se trouvait au Pakistan pour étudier les champs pétroliers et gaziers pour une compagnie de géophysique polonaise. En février, une vidéo montrant la décapitation de l'otage avait été diffusée.
- Lundi 27 avril 2009  : 
  - Le premier ministre britannique Gordon Brown est en visite à Islamabad pour un entretien avec le président  Asif Ali Zardari.
  - Le président Asif Ali Zardari révèle que les services de renseignements pakistanais pensent que le chef  d'al-Qaida Oussama ben Laden est mort mais n'en ont pas la preuve.
- Mardi 28 avril 2009 : Quelque 30 000 personnes ont dû quitter Maidan dans le district de Bas-Dir (nord-ouest) au cours des derniers jours à la suite de l'offensive lancée depuis dimanche par l'armée, soutenue par des hélicoptères de combat, pour repousser les combattants talibans. Ils sont accueillis dans les districts de Peshawar, Nowshera et Timergara.
- Mercredi 29 avril 2009 : 
  - Un tir de missile américain contre une habitation du village de Kanni Garam (Sud-Waziristan, nord-ouest) fait 6 morts.
  - L'armée a repris Daggar, le chef-lieu du district de Buner dans le cadre de son offensive pour repousser les talibans.

### Mai 2009
- Vendredi 1er mai 2009 : Selon l'armée, plus de 55 talibans ont été tués lors d'une offensive dans le district de Buner (nord-ouest).
- Samedi 2 mai 2009 : 
  - Le gouvernement annonce la création d'une cour d'appel islamique pour la vallée de Swat et d'autres régions du nord-ouest du pays dans le cadre d'un accord de paix destiné à mettre fin à deux années de combats entre les forces de sécurité et les talibans. Des responsables régionaux assurent que cette concession gouvernementale devrait convaincre un grand nombre de combattant à déposer les armes tout en isolant les extrémistes. Deux juges de la nouvelle cour d'appel ont déjà été nommés et d'autres le seront prochainement.
  - Un accrochage entre les forces de sécurité et les talibans fait 18 morts dans le district de Buner.
- Lundi 4 mai 2009 : Le chef d'état-major inter-armées américain, l'amiral Michael Mullen, estime que l'arsenal nucléaire pakistanais est « en sécurité » et ne tombera pas entre les mains des extrémistes reconnaissant que « c'est une inquiétude stratégique que nous partageons tous » car la vulnérabilité de cet arsenal est réelle au moment où le Pakistan est confronté à une détérioration de la situation, notamment avec une récente progression des talibans vers la capitale, Islamabad.
- Mardi 5 mai 2009 : Avec 15 000 soldats, l'armée commence son offensive contre les talibans directement dans la vallée de Swat où les autorités s'attendent à voir jusqu'à 500 000 personnes fuir les combats dans les jours qui viennent. Six camps pourront accueillir les personnes déplacées.
- Mercredi 6 mai 2009 : Deux hommes, soupçonnés d'appartenir à un groupe islamiste armé lié à Al-Qaïda et condamnés à mort le 30 juin 2003 pour avoir participé à l'attentat qui avait tué 11 ingénieurs français et trois Pakistanais le 8 mai 2002 à Karachi, sont finalement acquittés par la Cour d'Appel « faute de preuves suffisantes ».
- Jeudi 7 mai 2009 : Le premier ministre Youssouf Raza Gilani ordonne à l'armée d'« éliminer les terroristes islamistes » qu'ils trouveront dans la vallée de Swat.
- Vendredi 8 mai 2009 : 
  - Le Haut commissariat des Nations unies pour les réfugiés (UNHCR) annonce que quelque 200 000 personnes ont fui la zone des combats dans le nord-ouest du Pakistan au cours des derniers jours, et quelque 300 000 autres s'apprêtent à les suivre, portant à plus d'un million le nombre de déplacés au cours des derniers mois.
  - L'armée assure avoir tué 143 talibans lors des dernières 24 heures au cours de son offensive dans la région de la vallée de Swat, où le gouvernement veut « éliminer » ces combattants islamistes liés à al-Qaïda. Des avions et des hélicoptères bombarde les positions des talibans tandis que les troupes au sol combattent près de 5 000 combattants islamistes[11].
- Dimanche 10 mai 2009 :
  - Le président Asif Ali Zardari, répondant aux inquiétudes soulevées par des analystes militaires américains qui craignent un écroulement de l'État pakistanais encore fragilisé par la rébellion talibane, rejette fermement l'idée que l'État pakistanais risque de s'effondrer face à l'insurrection talibane. : « Est-ce que l'État pakistanais va s'effondrer ? Non. Nous sommes 180 millions. La population est beaucoup, beaucoup plus nombreuse que les rebelles […] Je pense que nous avons besoin d'une stratégie dans laquelle le monde s'unit contre cette menace, car elle n'est pas spécifique au Pakistan […] Il y a eu des attentats en Espagne, en Grande-Bretagne, en Amérique, en Afrique, en Arabie Saoudite […] C'est pourquoi je crois que le monde doit comprendre qu'il s'agit du nouveau défi du XXIe siècle et que c'est une nouvelle guerre ». Cependant le président a reconnu que son pays avait « un problème » avec les talibans et qu'il aurait besoin de l'aide américaine pour combattre les talibans dans la vallée de Swat.
  - L'armée assure avoir tué entre 180 et 200 insurgés présumés lors des dernières 24 heures dans la vallée de Swat. Plusieurs dizaines de milliers de civils ont dû abandonner leurs maisons face à la violence des bombardements et les autorités ont levé temporairement le couvre-feu afin de permettre à plus de 100 000 civils de fuir les combats.
- Mardi 12 mai 2009 : 
  - Le Haut commissariat des Nations unies pour les réfugiés (UNHCR) annonce que le nombre de réfugiés fuyant les combats de la vallée de Swat dépasse désormais le demi-million.
  - Un tir de missile américain contre une cache des talibans dans les zones tribales fait 8 morts.
- Jeudi 14 mai 2009 : 
  - Le Haut commissariat des Nations unies pour les réfugiés (UNHCR) annonce que le nombre de réfugiés fuyant les combats de la vallée de Swat atteint 834 000 personnes civiles dont 163 000 sont enregistrées. Son président Antonio Guterres est sur place pour 3 jours., il appelle à l'aide internationale.
  - L'armée assure avoir tué « 54 mécréants, miliciens islamistes et terroristes » en 24 heures au cours de son offensive dans la région de la vallée de Swat, où le gouvernement veut « éliminer » ces combattants islamistes liés à al-Qaïda. Au total, les militaires affirment avoir tué plus de 800 talibans en 19 jours consécutifs d'opérations militaires dans les trois districts du Bas-Dir, Buner et Swat. D'autre part, l'armée reconnaît avoir perdu 42 militaires lors de ces 19 jours d'offensive.
- Vendredi 15 mai 2009 : 
  - Le Haut commissariat des Nations unies pour les réfugiés (UNHCR) annonce que le nombre de réfugiés fuyant les combats de la vallée de Swat atteint 987 000 personnes civiles, dont plus de la moitié sont des enfants. L'ONU se prépare à mobiliser des centaines de millions de dollars pour leur venir en aide. Au total de personnes déplacées au Pakistan s'élève désormais à 1,5 million.
  - Le président français, Nicolas Sarkozy, propose au président Asif Ali Zardari de coopérer avec la France « dans le domaine de la sûreté nucléaire » mais sans faire référence à un « transfert de technologie » évoqué par les Pakistanais.
- Samedi 16 mai 2009 : 
  - Un tir de missile américain contre une cache des talibans dans les zones tribales fait 10 morts.
  - L'armée assure avoir tué 47 talibans en 24 heures au cours de son offensive dans la région de la vallée de Swat, où le gouvernement veut « éliminer » ces combattants islamistes liés à al-Qaïda. Au total, les militaires affirment avoir tué 980 talibans depuis le 26 avril. Les soldats seraient proches de la ville de Mingora, chef-lieu de la vallée de Swat, contrôlée depuis plusieurs mois par les talibans et où ils seraient environ 4 000 combattants.
  - Un double attentat suicide à la voiture piégée remplie d'explosifs dans une rue très fréquentée de Peshawar cause la mort de 12 personnes civiles dont des femmes et des enfants et fait une trentaine de blessés. Une des bombes visé un café internet et l'autre a explosé au passage d'un minibus transportant des enfants handicapés.
  - Le Haut commissariat des Nations unies pour les réfugiés (UNHCR) annonce que le nombre de réfugiés fuyant les combats de la vallée de Swat atteint 1 171 000 personnes civiles, dont plus de la moitié sont des enfants. L'ONU se prépare à mobiliser des centaines de millions de dollars pour leur venir en aide. Au total de personnes déplacées au Pakistan s'élève désormais à 1,7 million.
- Dimanche 17 mai 2009 : L'armée assure avoir tué plus de 1000 talibans depuis le 26 avril et un peu plus de 40 soldats auraient trouvés la mort. Mais elle refuse d'évoquer les pertes civiles, se contentant de dire qu'elles sont « inévitables ».
- Lundi 18 mai 2009 : 
  - L'armée annonce que ses forces aériennes pilonnent systématiquement les positions des talibans repérées dans la vallée de Swat essentiellement dans les zones de Peochar et Takhta Bund afin de couper les voies d'approvisionnement des combattants islamistes vers la ville de Mingora, le chef-lieu de 300 000, désormais assiégée et privée d'électricité, d'eau et de vivres. À deux reprises les militaires ont laissé sortir des dizaines de milliers d'habitants pris dans ce piège où les gens se terrent chez eux et où la rue est livrée aux talibans. Des rescapés assurent que l'armée a commencé le pilonnage de certains quartiers tuant de nombreux civils[12]. Dans la soirée des combats de rue se sont déroulés dans les bourgs de Kanju et Matta.
  - Le Haut commissariat des Nations unies pour les réfugiés (UNHCR) annonce que le total des personnes déplacées au Pakistan dépasse désormais les 2 millions et redoute une crise humanitaire majeure.
  - Le chef d'état-major interarmées américain, l'amiral Mike Mullen, a informé le Congrès américain que le Pakistan augmente rapidement son arsenal nucléaire, ce qui soulève des inquiétudes sur le risque qu'une aide proposée de plusieurs  milliards de dollars ne soit détournée vers le programme nucléaire pakistanais. Le Pakistan qui produit une quantité inconnue d'uranium, et une fois une série de nouveaux réacteurs achevée, produira du plutonium pour des armes de nouvelle génération[13].
- Mardi 19 mai 2009 : 
  - Selon l'organisation Human Rights Watch (HRW), à Mingora, « les talibans ont miné la ville et empêchent de nombreux civils de s'en échapper afin de s'en servir comme boucliers humains ».
  - La Secrétaire d'État américaine, Hillary Clinton, annonce une aide d'urgence de 100 millions de dollars pour les populations déplacées.
- Vendredi 22 mai 2009 : 
  - Un attentat suicide à la voiture piégée remplie d'explosifs devant un cinéma de Peshawar cause la mort de 7 personnes civiles et fait 80 blessés.
  - L'armée annonce que ses troupes ont commencé leur progression dans Mingora, la principale ville de la vallée de Swat, et que des combats de rues sont en cours avec les talibans, dont au moins 17 ont été tués lors des dernières 24 heures.
- Samedi 23 mai 2009 : Un groupe de 6 hommes armés, arrêtent un camping car de touristes français le Baloutchistan (sud), enlève un homme de 41 ans et laisse repartir les cinq autres Français, dont deux femmes et deux enfants.
- Lundi 25 mai 2009 : Le Haut commissariat des Nations unies pour les réfugiés (UNHCR) annonce que le total des personnes déplacées au Pakistan dépasse désormais les 2,4 millions.
- Mercredi 27 mai 2009 : Un attentat suicide à la voiture piégée remplie d'explosifs qui a visé un immeuble de la police à Lahore, cause la mort de 24 personnes dont 13 policiers et fait près de 300 blessés[14].
- Jeudi 28 mai 2009 : 4 attentats suicide. Un double attentat à la moto piégée sur un marché de Peshawar cause la mort de 8 personnes et fait plus de 100 blessés. Un troisième attentat suicide vise une voiture de la police à Peshawar tuant 2 policiers. Un quatrième attentat avec une puissante bombe a secoué dans la soirée la ville de Dera Ismaïl Khan (nord-ouest).
- Samedi 30 mai 2009 : L'armée annonce la reprise totale de la ville de Mingora, chef lieu de la vallée de Swat, après 8 jours de combats de rue contre les talibans.
- Dimanche 31 mai 2009 : L'armée annonce avoir tué une cinquantaine de talibans dans des affrontements dans le Sud-Waziristan, une région tribale à la frontière avec l'Afghanistan. Lors des combats, 2 soldats ont été tués et 23 autres blessés dans ces combats.

### Juin 2009
- Lundi 1er juin 2009 :
  - Des talibans ont attaqué un convoi de minibus transportant des élèves et étudiants de l'école militaire de Razmak qui circulait dans le Nord-Waziristan une des zones tribales du nord-ouest. Près de 400 d'entre eux — étudiants de 15 à 25 ans, enseignants et proches — ont été enlevés. Grâce à une intervention rapide, l'armée a réussi à en libérer une grande partie dans la nuit.
- Mercredi 3 juin 2009 : 
  - L'armée estime qu'il lui est possible de sécuriser d'ici 2 mois toute la vallée de Swat en évoquant « un ennemi insaisissable, qui se terre dans les montagnes et mène une guérilla d'escarmouches et d'embuscades ». À la suite de sa victoire à Mingora, « les grandes villes et les gros bourgs seront nettoyés d'ici 3 jours ». L'armée assure avoir tué plus de 1 300 talibans depuis le 26 avril et avoir seulement perdu 85 soldats. Les zones de combats sont interdites aux journalistes à l'exception de quelques-uns emmenés par les militaires au sommet d'une colline qui surplombe Mingora.
  - Le président Barack Obama a demandé au Congrès américain une aide supplémentaire de 200 millions de dollars pour près de 2,5 millions de civils déplacés par les combats au Pakistan.
- Jeudi 4 juin 2009 : 
  - Les talibans ont libéré le reste du groupe d'étudiants et d'enseignants qu'ils avaient enlevés lundi au Nord-Waziristan.
  - Des militants islamistes ont détruit à l'explosif une école pour filles, fermée pour les vacances, à Budaber dans la banlieue de Peshawar. La bombe artisanale d'une quarantaine de kilos a « complètement détruit quatre salles de classe et endommagé trois autres » de l'école.
- Vendredi 5 juin 2009 : Un attentat suicide, dans une mosquée du district montagneux du Haut Dir, cause la  mort de 38 personnes.
- Samedi 6 juin 2009 : Un attentat suicide contre un centre de secours de la police de la capitale Islamabad cause la mort de 2 policiers et en blesse 3 autres.
- Dimanche 7 juin 2009 : Plus d'un millier de villageois révoltés, lourdement armés et constitués en milice spontanée après l'attentat suicide qui a fait 38 morts vendredi dans une mosquée du Haut Dir, ont traqué et tué 20 rebelles islamistes dont un commandant taliban et détruit 13 maisons, dans ce district du nord-ouest proche de la vallée de Swat. Les actions ont été menées dans les villages de Dhok Darra, Shatkas et Mena. Plus de 200 talibans ont été impliqués dans ces combats.
- Mardi 9 juin 2009 : 
  - 2 attentats. Une bombe visant une voiture de police a explosé à Dera Ismaïl Khan (nord-ouest). Une puissante bombe a partiellement détruit un grand hôtel de Peshawar (nord-ouest) causant la mort de 16 personnes (dont 2 employés de l'ONU et un policier), plus 3 disparus, et en blessant 57 autres. En moins d'un mois, 7 attaques terroristes ont ensanglanté Peshawar, la grande capitale du nord-ouest, peuplée de plus de 2,5 millions d'habitants et « en voie de talibanisation », selon les termes du ministre de l'Intérieur.
  - 31 personnes ont été tuées en moins de dix jours à Karachi dans des violences entre partis politiques représentant certaines ethnies alliés au sein du gouvernement. La plupart de ces meurtres sont le résultat des vives tensions entre le Parti du peuple pakistanais (PPP) du président Asif Ali Zardari, des partis représentant l'ethnie pachtoune, le Mouvement Muttahida Qaumi (MQM) qui représente les intérêts de la communauté muhadjire, et une faction dissidente de ce dernier. Ces meurtres sont aussi la conséquence de guerres d'influence entre groupes criminels qui appartiennent également à ces partis. Fin avril, une précédente vague de violences avait fait 34 morts en deux jours[15].
- Jeudi 11 juin 2009 : 
  - L'armée annonce avoir tué depuis le début de la semaine près de 60 talibans et en a arrêté beaucoup d'autres dans le cadre d'une opération lancée il y a quelques jours dans la zone de Jani Khel. Les soldats ont commencé cette semaine à pilonner des positions rebelles dans le district de Bannu, à la lisière des zones tribales. L'opération vise à arrêter les responsables de l'enlèvement de dizaines d'écoliers dans la même zone fin mai. Tous avaient été libérés quelques jours plus tard par leurs ravisseurs.
  - Un attentat suicide qui visait la police à Peshawar cause la mort d'une personnes et en blesse 14 autres, dont des policiers.
  - Le directeur de la CIA, Leon Panetta, estime qu'Oussama ben Laden se trouverait au Pakistan où il pourrait être capturé à la faveur de l'offensive menée par l'armée pakistanaise dans les zones tribales du nord-ouest. Il a réaffirmé que débusquer le chef d'Al-Qaïda restait l'une des priorités de la centrale américaine de renseignement et a indiqué que son agence avait augmenté le nombre de ses agents et informateurs au Pakistan pour réunir le maximum d'éléments sur le réseau Al-Qaïda et ses forces au Pakistan.
  - Dans la soirée, un attentat suicide avec un camion bourré d'explosif contre l'hôtel Pearl Continental à Peshawar cause la mort d'au moins 9 personnes et en blesse beaucoup d'autres. Un peu plus tard, un groupe d'hommes armés a attaqué un poste de contrôle de police près de l'hôtel et de la résidence du commandant en chef de l'armée de la province du nord-ouest, les assaillants et les policiers se sont affrontés pendant 40 minutes à l'arme automatique et à la grenade, « un assaillant a été tué et cinq arrêtés »[16].
- Vendredi 12 juin 2009 : 
  - L'armée annonce avoir tué 52 talibans au cours des dernières 24 heures dans des combats dans la vallée de Swat et dans les zones tribales où 12 soldats, dont un officier, ont aussi trouvé la mort. 30 talibans ont aussi été tués dans le Sud-Waziristan. Depuis le début de l'offensive, l'armée a au total annoncé la mort de 1 429 rebelles et de 126 soldats.
  - Deux attentats à la bombe. Le premier a été perpétré devant une mosquée au moment de la grande prière du vendredi dans la ville de garnison de Nowshera (nord-ouest) et fait au moins 17 blessés. Le deuxième qui visait un dignitaire religieux  modéré, Sarfraz Naeemi, à Lahore opposé aux talibans, a fait 10 blessés.
- Samedi 13 juin 2009 : Les talibans revendiquent la responsabilité de récentes attaques-suicide, dont l'assassinat d'un religieux modéré et l'attentat à la bombe qui a visé un hôtel de Peshawar fréquenté par des travailleurs humanitaires étrangers.
- Dimanche 14 juin 2009 :
  - Le gouvernement annonce une « offensive tous azimuts » visant à l'« élimination » des talibans, particulièrement le réseau de Baïtullah Mehsud, considéré comme le responsable de la vague d'attentats suicides qui a fait près de 2 000 morts dans tout le pays en moins de deux ans.
  - Un missile américain, tiré contre un repaire des talibans la zone tribale semi autonome du Sud-Waziristan, tue trois personnes.
  - Un attentat à la bombe sur un marché de Dera Ismail Khan (nord-ouest) cause la mort de 8 personnes et fait une vingtaine de blessés.
  - Le président Asif Ali Zardari s'est adressé à la nation jurant de poursuivre le combat contre les talibans « jusqu'à la fin ». Il y va de la survie du Pakistan, s'en prenant aux « terroristes », à ceux qui « font tout au nom de l'islam » mais « n'ont rien à voir avec l'islam ». L'assassinat du religieux modéré, Sarfraz Naeemi, vendredi dans un séminaire de la ville de Lahore a déclenché une vague de colère dans l'opinion publique.
- Lundi 15 juin 2009 : L'armée annonce avoir tué 46 talibans et en avoir blessé 25 autres dans le cadre de son offensive contre les talibans dans les zones tribales du nord-ouest. Des avions et hélicoptères de combat ont bombardé des repaires dans les zones tribales de Bajaur (31 tués et 25 blessés), de Mohmand (8 tués) et de Bannu (7 tués).
- Mardi 16 juin 2009 : L'armée annonce avoir reçu l'ordre de passer à l'offensive généralisée dans les zones tribales du Waziristan contre les talibans du chef de guerre Baïtullah Mehsud alliés à Al-Qaïda, et qu'elle s'y préparait déjà depuis plusieurs jours en bombardant certains des repaires découverts. D'autre part, l'armée annonce avoir tué 13 combattants islamistes au cours des dernières 24 heures.
- Jeudi 18 juin 2009 : Selon les familles françaises, l'enquête sur l'attentat de Karachi en 2002 contre des salariés des arsenaux d'État DCN s'oriente vers une « affaire d'États  impliquant la France, le Pakistan et l'Arabie Saoudite, bailleur de fonds du Pakistan », et non plus vers Al-Qaïda, après avoir vu les juges antiterroristes français. « Le mobile de l'attentat apparaît lié à un arrêt des versements de commissions » de la France au Pakistan dans le cadre de la vente de sous-marins Agosta[17].
- Samedi 20 juin 2009 : L'armée annonce avoir tué une cinquantaine de talibans au cours des dernières 24 heures dans le Sud-Waziristan où le chef Baïtullah Mehsud serait retranché avec plusieurs milliers de combattants islamistes, cependant l'armée affirme qu'elle a commencé à occuper des positions stratégiques. Depuis le début de l'offensive, l'armée a au total annonce avoir tué près de 1 500 rebelles et perdu 134 soldats.
- Dimanche 21 juin 2009 : Un groupe de 7 talibans qui fuyaient vers le nord ont été tués dans un affrontement avec les milices villageoises d'auto-défense à Patrak, un village du district du Haut Dir. La police boucle la zone pour arrêter les autres rebelles en fuite. Plusieurs milliers de villageois de ce district sont constitués en milices (« lashkar ») en vue de se protéger contre les exactions des talibans. En deux mois ces milices ont tué une trentaine de talibans.
- Lundi 22 juin 2009 : 
  - L'armée annonce être dans la « dernière phase du processus d'élimination des repaires terroristes » dans la vallée de Swat. Le chef taliban de la vallée de Swat, le maulana Fazlullah, aurait été blessé dans les combats.
  - Dans les districts du Waziristan, l'armée annonce une intensification des combats contre les combattants islamistes du chef Baïtullah Mehsud où 13 talibans ont été tués au cours des dernières 24 heures. Repéré, le repaire du chef est bombardé par l'aviation. D'autre part, environ 45 000 personnes ont quitté leurs domiciles, fuyant devant l'offensive militaire.
  - Un attentat suicide contre un poste de contrôle d'un pont, dans le district de Shangla (province du Gul Wali Khan), cause la mort cause la mort de 2 policiers et en blesse 3 autres. L'aviation a bombardé 4 villages du Sud-Waziristan considérés comme des repaires des talibans, tuant 11 rebelles et en blessant 4 autres dans le village de Kaniguram. L'aviation a aussi bombardé la maison d'un commandant taliban local, tuant quatre personnes, deux rebelles et deux femmes, et blessant huit autres,
  - Un groupe de talibans a dressé une embuscade contre un convoi militaire à 15 km à l'ouest de Miranshah blessant 3 soldats. Les militaires ont répliqué occasionnant de lourdes pertes aux agresseurs.
  - Les talibans font exploser 2 écoles de filles, l'une dans le district de Bajaur, l'autre à Peshawar.
- Mardi 23 juin 2009 : Une série de missiles américains cause la mort d'une trentaine de personnes dans le secteur de Neej Narai considéré comme le repaire du chef des talibans Baïtullah Mehsud.
- Mercredi 24 juin 2009 : 
  - Un groupe d'une vingtaine de talibans attaque un poste de contrôle de la police dans les environs de Peshawar tuant les trois policiers.
  - Le Sénat américain adopte à l'unanimité et par acclamation un plan d'aide non-militaire au Pakistan de 7,5 milliards de dollars sur cinq ans, triplant l'aide américaine non-militaire. Ce projet de loi, dit « Kerry-Lugar », vise à aider le gouvernement d'Islamabad à combattre auprès du peuple pakistanais l'influence des combattants islamistes dans le nord-ouest du Pakistan.
- Jeudi 25 juin 2009 : 
  - Un attentat suicide cause la mort de 2 soldats et en blesse 3 autres à Muzaffarabad (province du Cachemire pakistanais). Il s'agit du premier attentat suicide jamais perpétré dans cette province.
  - Les talibans font exploser une école de filles au Sud-Waziristan.
- Vendredi 26 juin 2009 : 
  - En une semaine, une quatrième école de filles est détruite avec 40 kg d'explosifs dans le village de Mattni (environs de Peshawar). Depuis l'été 2007, les talibans ont détruit 191 écoles, dont 122 écoles de filles et 69 écoles mixtes, privant de classes quelque 62 000 élèves. Les rebelles islamistes de la vallée de Swat ont détruit au moins 191 écoles, dont 122 pour filles, depuis leur montée en puissance à l'été 2007, privant de classes quelque 62 000 élèves, selon les responsables locaux. Les écoles mixtes pour les enfants de plus de 10 ans, un principe dénoncé par les extrémistes islamistes, ont depuis disparu à Swat.
  - Un attentat à la bombe piège télécommandée contre un convoi militaire cause la mort de trois personnes dont deux soldate et en blesse une douzaine d'autres, entre Miranshah et Bannu. Plus loin, le même convoi est frappé par l'explosion d'une deuxième bombe piège télécommandée blessant 3 autres soldats.
- Samedi 27 juin 2009 : L'armée annonce avoir tué 12 talibans dans le district tribal du Sud-Waziristan.
- Dimanche 28 juin 2009 : 
  - Un groupe de talibans attaque dans une embuscade une section de soldats tuant 16 d'entre eux près du village de Madda Khel (Nord-Waziristan).
  - Dans la nuit, 15 talibans et 2 civils ont été tués dans des affrontements entre rebelles et la milicedu village de Kurram.
- Lundi 29 juin 2009 : 
  - L'armée annonce une intensification des combats au Waziristan, nord et sud, fief du chef rebelle Baïtullah Mehsud avec des bombardements de l'aviation.
  - Au moins 27 talibans ont été tués mais aussi 5 civils dans un repaire du village de Saam (sud).
  - 5 talibans ont été tués dans leur repaire du village de Madda Khel (nord) en représailles de l'attaque de la veille.
  - 3 civils ont été tués lors d'un affrontement d'artillerie entre talibans et soldats à Kaloosha (17 km de Wana, sud).
- Mardi 30 juin 2009 : Un groupe de combattants pro-taliban, le groupe de Hafiz Gul Bahadur, annonce révoquer un accord de cessez-le-feu avec le gouvernement en 2007, dénonçant 40 tirs de missiles sur les zones tribales qui ont tué plus de 440 personnes depuis août 2008. Le gouvernement a signé ces dernières années plusieurs accords du même type avec des chefs talibans ou tribaux, mais ils n'ont guère tenu.

### Juillet 2009
- Mercredi 1er juillet 2009 : Ouverture de l'enquête de l'ONU sur l'assassinat de l'ex-premier ministre Benazir Bhutto le 27 décembre 2007. La commission est chargée « d'enquêter sur les faits et circonstances de l'assassinat », non de déterminer « la responsabilité criminelle des auteurs » qui reste du ressort des seules autorités pakistanaises. L'enquête de l'ONU répond à une requête du gouvernement  issu des législatives de février 2008, remportées par le parti de Benazir Bhutto. Le gouvernement du président Pervez Musharraf, avait accusé un chef des talibans pakistanais, Baïtullah Mehsud, lié à al-Qaida, d'avoir organisé son assassinat.
- Jeudi 2 juillet 2009 : Un attentat suicide à la moto piégée, visant un bus transportant des fonctionnaires à Rawalpindi (banlieue d'Islamabad), cause la mort de 6 personnes et fait 16 blessés.
- Vendredi 3 juillet 2009 : 
  - 3 missiles américains ont été tirés contre deux repaires des combattants islamistes du chef taliban Noor Wali tuant au moins 7 talibans à Khokat Khel (Sud-Waziristan) et 4 autres à Montoi contre un camp d'entraînement.
  - L'accident d'un hélicoptère de l'armée cause la mort de 26 membres des forces de sécurité dans le Waziristan.
- Mardi 7 juillet 2009 : 2 missiles américains tirés contre un camp d'entraînement du chef des talibans Baïtullah Mehsud, tuent 16 combattants islamistes.
- Mercredi 8 juillet 2009 : 
  - Un missile américain tiré contre un repaire du chef des talibans Baïtullah Mehsud, tuent 8 combattants islamistes dans le secteur de Karwan Manza. Dans la journée une deuxième salve tue 17 talibans.
  - L'armée affirme que le commandant des talibans dans la vallée de Swat, le maulana Fazlullah, a été blessé au cours de l'offensive militaire contre les combattants islamistes.
- Dimanche 12 juillet 2009 : Un groupe de talibans armés a tendu une embuscade dans un secteur boisé de la région de Mansehra criblant de balles 5 policiers, un agent forestier et un autre civil.
- Lundi 13 juillet 2009 : Une explosion accidentelle à côté d'une madrassa (école coranique) du village de Mian Channu, à 90 km de la ville de Multan (Pendjab pakistanais) cause la mort de 9 personnes, dont 7 enfants et une femme, et 70 blessés. 25 maisons ont été réduites à l'état de décombres. L'explosion est due à un important dépôt d'explosifs entreposée dans une maison à côté de la madrassa.
- Mardi 14 juillet 2009 : Ayman al-Zawahiri, n°2 d'Al-Qaïda, dans une vidéo diffusée sur les forums djihadistes, appelle les Pakistanais à soutenir les insurgés engagés contre la « croisade » américaine qui menace, selon lui, l'existence même de leur pays en essayant de désagréger le pays, puissance nucléaire, et d'éradiquer le mouvement djihadiste sur son sol. En août 2008, il avait appelé à la guerre sainte au Pakistan.
- Mercredi 15 juillet 2009 : Le premier ministre Youssouf Raza Gilani, au sommet du mouvement des Non-alignés à Charm el-Cheikh, affirme que les relations entre son pays et l'Inde étaient sur la bonne voie et que la paix était « réalisable » : « Il y a récemment eu un certain progrès dans nos relations avec l'Inde […] Nous espérons poursuivre cet élan et aller vers un engagement global. Nous croyons qu'une paix durable en Asie du sud est réalisable […] La paix sera facilitée par la résolution de tous les conflits en souffrance, y compris Jammu et le Cachemire ».
- Vendredi 17 juillet 2009 : Un missile américain tiré contre un repaire des talibans tue 4 combattants islamistes au Sud-Waziristan.
- Jeudi 23 juillet 2009 :
  - Les talibans de la vallée de Swat démentent que leur chef, le maulana Fazlullah, ait été blessé, comme l'a affirmé l'armée. Le maulana Fazlullah est considéré comme le principal architecte de la prise de Swat par les talibans, ce qui a poussé l'armée à lancer plusieurs offensives pour le reconquérir la ville et la vallée.
  - La  radio publique américaine NPR annonce qu'un des fils d'Oussama ben Laden a probablement été tué dans l'explosion d'un missile tiré par un drone américain au Pakistan à une date indéterminée cette année. Cinquante drones américains ont été tirés depuis le début de 2008, tuant dans les 470 personnes, dont bon nombre de « combattants étrangers »[18].
- Samedi 26 juillet 2009 : La secrétaire d'État américaine, Hillary Clinton, estime que les talibans sont soumis à une « énorme pression », en raison du niveau d'engagement accru des États-Unis et du Pakistan : « Les talibans, qui font partie […] d'une espèce de nébuleuse terroriste avec Al-Qaïda au centre, font maintenant l'objet d'une énorme pression […] Nous avons constaté que le gouvernement pakistanais et l'armée pakistanaise ont vraiment intensifié leurs efforts, dans des proportions que nous n'avions pas encore vues […] Pour déraciner et supprimer Al-Qaïda, nous devons nous attaquer à ceux qui leur donne refuge ».
- Dimanche 27 juillet 2009 : L'armée annonce avoir tué au moins 13 talibans lors de bombardements de l'aviation dans le district du Bas-Dir. 140 combattants islamistes seraient piégés dans ce secteur.

### Août 2009
- Samedi 1er août 2009 : Dans la nuit de samedi à dimanche, des émeutes antichrétiennes se sont déroulées au Pendjab (est), causant la mort de 8 personnes et en blessant 15 autres. Des centaines de musulmans ont attaqué les chrétiens à Gojra, les accusant d'avoir profané un Coran. Plusieurs maisons de chrétiens ont été pillées et brûlées, et des fusillades ont éclaté. Parmi les morts, tous chrétiens se trouvent un enfant et quatre femmes. 46 personnes ont été arrêtées.
- Lundi 3 août 2009 : 13 écoles chrétiennes sont fermées pour 3 jours pour protester contre les meurtres à Gojra (160 km à l'ouest de Lahore) des membres de leur communauté, tués par un groupe de musulmans en colère qui les accusaient d'avoir profané le Coran, ont annoncé des responsables. Une quarantaine de maisons de familles chrétiennes ont été pillées et brûlées. Il existe au Pakistan 62 écoles chrétiennes accueillant quelque 50 000 écoliers. Selon le ministre de l'Intérieur, Rana Sanaullah, les premiers éléments de l'enquête montrent que les accusations de profanation étaient infondées et il a imputé la responsabilité des violences au groupe islamiste interdit Sipah-e-Sahaba Pakistan, déclarant : « Ceci n'est pas l'œuvre de musulmans. Un groupe d'extrémistes a exploité la situation »[19].
- Mercredi 5 août 2009 : Un missile américain tiré contre un repaire des talibans tue la seconde épouse du chef taliban Baïtullah Mehsud, pour la capture duquel est offert une prime de 5 millions de dollars par les Américains et de 615 000 dollars par le gouvernement pakistanais. Selon des premières informations le chef des talibans serait parmi les victimes de cette opération ciblée.
- Vendredi 7 août 2009 : Selon un de ses adjoints, le commandant Kafayat Ullah, la mort du chef des talibans Baïtullah Mehsud (35 ans) est confirmée. Il a été tué mercredi en compagnie de sa deuxième femme par un missile américain qui a détruit la maison de son beau-frère où il avait trouvé refuge. Le chef taliban est accusé d'être derrière la plupart des attentats suicide qui ensanglantent le pays depuis juillet 2007 et qui ont fait quelque 2 000 morts.
- Mardi 11 août 2009 : La police annonce l'ouverture d'une enquête contre l'ancien président Pervez Musharraf — qui pourrait déboucher sur son arrestation — pour avoir imposé l'état d'urgence, puis limogé et ordonné le 3 novembre 2007 l'assignation à résidence de soixante juges qui s'opposaient à lui et dont il craignait qu'ils ne le déclarent inéligible au scrutin présidentiel en raison de sa condition d'officier.
- Jeudi 13 août 2009 : Des hélicoptères de combat de l'armée ont attaqué des bases de talibans dans les zones tribales tuant au moins 12 insurgés, ce qui accentue la pression après la mort du chef Baïtullah Mehsud tué par un missile américain.
- Mardi 18 août 2009 : Un attentat suicide à la voiture bourrée d'explosifs contre un poste de sécurité près de Miranshah (Nord-Waziristan) cause la mort de 3 hommes chargés de la sécurité (un militaire, un paramilitaire et un membre d'une milice tribale) et en blesse 3 autres.
- Vendredi 21 août 2009 : 
  - Le touriste français enlevé le 23 mai par des hommes armés au Baloutchistan (sud) est libéré par ses ravisseurs et remis aux autorités.
  - Un missile américain tiré contre un repaire des talibans, dans le village de Dande Darpa Khel près de Miranshah, tue 12 personnes dont plusieurs Afghans et fait des blessés. Le but du tir était le commandant afghan, Seraj Haqqani qui opère des deux côtés de la frontière.
- Mercredi 26 août 2009 : 
  - Un accrochage entre une patrouille militaire et des combattants islamistes cause la mort de 9 talibans et de 4 soldats.
  - Les talibans annoncent la désignation de leur nouveau chef, Hakimullah Mehsud en remplacement de Baïtullah Mehsud tue par un missile américain le 5 août dernier.
- Vendredi 28 août 2009 : Un attentat suicide contre une caserne de police de Torkham cause la mort de 22 policiers.
- Dimanche 30 août 2009 : 
  - Un attentat suicide à l'explosif contre un groupe de policiers dans la ville de Mingora (vallée de Swat) cause la mort de 17 policiers. C'est le premier attentat depuis juillet après la prise de contrôle de la vallée par l'armée.
  - Des hélicoptères de l'armée ont bombardé des repaires talibans dans la vallée de Swat tuant 30 rebelles.
- Lundi 1er août 2009 : L'armée annonce avoir tué au moins 45 talibans lors de plusieurs accrochages dans la vallée de Swat.

### Septembre 2009
- Mercredi 2 septembre 2009 : Tentative d'attentat contre le ministre des affaires religieuses, Hamid Saeed Kazmi, gravement blessé par balles à Islamabad, son chauffeur a été tué. Adversaire affiché des talibans, il appartient à la confrérie des Barelvis, dont les membres, modérés, adhèrent au soufisme et vénèrent des saints et leurs sanctuaires.
- Samedi 5 septembre 2009 : L'armée annonce avoir tué au moins 43 talibans après la destruction de leur quartier général dans le secteur de Khyber (vallée de Tirrah).
- Lundi 7 septembre 2009 : Les combats dans le district de Khyber ont fait plus de 130 morts en plus d'une semaine parmi les combattants islamistes et les bandes criminelles liées aux talibans. Les combats ont aussi fait fuir quelque 30 000 civils.
- Mardi 8 septembre 2009 : Un missile américain tiré contre un campement de talibans dans le village de Dargamandi (Nord-Waziristan) a tué deux personnes.
- Vendredi 11 septembre 2009 : L'armée annonce avoir capturé le porte-parole des talibans de la vallée de Swat et quatre autres commandants rebelles, dont Muslim Khan et Mahmood Khan, pour lesquels il y avait une récompense de 10 millions de roupies (environ 87 000 €) et les chefs Fazle Ghaffar, Abdul Rehman et Sartaj.
- Lundi 14 septembre 2009 :
  - Un missile américain tiré contre un repaire des talibans dans une localité frontalière isolée tue 4 personnes.
  - Une bousculade lors d'une distribution gratuite de farine dans la mosquée de Faizan-e-Madina (est de Karachi), organisée par le Dawat-e-Islami, un petit parti politique religieux, cause la mort de 20 femmes et enfants piétinés et étouffés.
- Jeudi 17 septembre 2009 : L'armée annonce avoir fait prisonnier Sher Muhammad Qasab, un commandant taliban, accusé d'avoir décapité des soldats dans la vallée de Swat et faisant partie de la liste des 10 chefs talibans les plus recherchés. Une récompense de 10 millions de roupies (82 135 €) avait été offerte pour sa capture.
- Vendredi 18 septembre 2009 : Un attentat à la voiture piégée sur un marché du nord-ouest cause la mort de 33 personnes et fait une cinquantaine de blessés.
- Samedi 19 septembre 2009 : L'hebdomadaire allemand Der Spiegel révèle que six Allemands dont une petite fille de quatre ans, sont détenus au Pakistan depuis le mois de mai, à la suite de leur arrestation à la frontière avec l'Iran. Ils sont soupçonnés d'avoir tenté de rejoindre un groupe de djihadistes. Parmi eux, le beau-frère, du Mounir Chouka, porte-parole d'origine marocaine, du « Mouvement islamique d'Ouzbékistan », proche d'Al-Qaïda, un Allemand converti à l'islam, son épouse érythréenne, et leur fille de 4 ans[20].
- Samedi 26 septembre 2009 : 
  - Un attentat suicide à la voiture bourrée d'explosifs contre le commissariat de Police de Bannu (nord-ouest) cause la mort d'au moins 6 personnes et en blesse 67 autres dont de nombreux policiers. Selon le porte-parole des talibans, Qari Hussain Mehsud : « Nous avons brisé le silence car le gouvernement n'a pas compris la trêve des attentats. Et à partir de maintenant, il va y avoir une augmentation du nombre des attentats-suicide » appelant les civils à rester à l'écart des infrastructures des forces de sécurité.
  - Un attentat suicide à la voiture piégée devant une banque de Peshawar cause la mort de 6 personnes et fait des dizaines de blessés.
- Mardi 29 septembre 2009 : Un premier missile américain tiré contre un repaire des talibans tue trois personnes. Quelques heures plus tard un deuxième missile fait cinq morts.
- Mercredi 30 septembre 2009 : La Chambre des représentants américains approuve lors du vote final un plan d'aide non militaire au Pakistan d'un montant de 7,5 milliards de dollars sur 5 ans.

### Octobre 2009
- Lundi 5 octobre 2009 : Un attentat suicide par un kamikaze en uniforme militaire dans les locaux du Programme alimentaire mondial cause la mort de 5 employés (4 Pakistanais et un Irakien) de l'agence des Nations unies et plusieurs de leurs collègues sont blessés. Les attentats suicides ont fait près de 2 150 morts au Pakistan en un peu plus de deux ans.
- Vendredi 9 octobre 2009 : Un attentat suicide à Peshawar cause la mort de 50 personnes.
- Samedi 10 octobre 2009 : Un groupe d'hommes armés ont ouvert le feu à proximité du quartier général de l'armée à Rawalpindi, près de la capitale Islamabad, ce qui a déclenché une importante fusillade. De officiers de haut rang sont retranchés à l'intérieur des bâtiments. Les forces de sécurité mettent un terme à l'attaque contre le quartier général de l'armée tuant les quatre assaillants. 6 militaires sont tués. D'autres assaillants retiennent en otage « entre dix et quinze personnes » dans des bâtiments attenants à l'état-major, les ravisseurs exigeant « la libération de leurs camarades ». Selon le ministre de l'Intérieur, Rehman Malik, se référant aux dernières attaques : « Le Mouvement des talibans du Pakistan est derrière toutes ces attaques et le gouvernement n'a désormais d'autre choix que de lancer une offensive », estimant que l'offensive terrestre au Sud-Waziristan était « imminente ».
- Dimanche 11 octobre 2009 : Dans la nuit de samedi à dimanche, les soldats ont donné l'assaut tuant les 4 militants islamistes qui retenaient 28 otages dont 3 sont morts.
- Mardi 13 octobre 2009 : L'armée annonce avoir tué 6 talibans dans une série de bombardements aériens contre des repaires des talibans dans le district Sud-Waziristan, bastion du Mouvement des talibans du Pakistan (TTP), responsable de la vague d'attentats qui a tué près de 2 250 depuis un peu plus de deux ans.
- Jeudi 15 octobre 2009 : 
  - 4 attentats à la bombe contre des locaux de la police dont 3 à Lahore et un à Peshawar (8 morts) cause la mort de 39 personnes dont un enfant et fait de très nombreux blessés.
  - Des bombardements de l'armée font 27 morts au Waziristan.
- Samedi 17 octobre 2009 : 
  - L'armée commence le déploiement de ses troupes au Waziristan pour une grande offensive terrestre après une phase de bombardements aériens. Les Talibans ont lancé une série d'attaques violentes, qui ont fait 178 morts en douze jours et 2 300 morts en un peu plus de deux ans. L'offensive pourrait mobiliser jusqu'à 60 000 militaires ainsi que des paramilitaires et des policiers. Les premiers accrochages ont eu lieu dans le secteur de Sharwangi, au début du territoire Mehsud, où les troupes pakistanaises ont essuyé des tirs d'armes lourdes. Quatre soldats pakistanais y ont trouvé la mort.
- Dimanche 18 octobre 2009 : Selon le Haut Commissariat pour les réfugiés, plus de 100 000 personnes ont fui le Sud-Waziristan du fait de l'offensive de l'armée contre les combattants islamistes.
- Lundi 19 octobre 2009 : L'armée annonce avoir tué 78 talibans de le début de son offensive dans le Sud-Waziristan.
- Mardi 20 octobre 2009 : Deux attentats à la bombe dans l'université d'Islamabad faisant 9 blessés.
- Vendredi 23 octobre 2009 : 
  - Un attentat suicide contre le site d'assemblage d'avions militaires de Pakistan Aeronautical Complex de Kamra, à 80 km à l'ouest d'Islamabad cause la mort de 6 personnes et fait 9 blessés.
  - L'explosion d'une mine tue au moins 15 personnes, dont plusieurs femmes et enfants, venant participer à un mariage à Sorandare (district de Mohmand).
- Samedi 24 octobre 2009 : 
  - L'armée annonce la prise et l'occupation du village de Kotkai, le fief du chef du Mouvement des talibans du Pakistan, Hakimullah Mehsud.
  - Un missile américain tiré contre une maison du village de Damadola (district de Bajaur tue 13 personnes.
  - Un hélicoptère militaire MI-17 s'est écrasé dans la soirée, en raison d'une erreur technique, à Nawapass (district de Bajaur), tuant 6 soldats dont 3 officiers.
- Mercredi 28 octobre 2009 : Un attentat à la voiture piégée dans un marché de Peshawar cause la mort d'au moins 80 personnes.

### Novembre 2009
- Lundi 2 novembre 2009 : L'armée annonce qu'elle s'est emparée de Kanigurram, l'une des principales places fortes des talibans au Sud-Waziristan et dit l'avoir « complètement nettoyée de ses terroristes […] après une perquisition menée maison par maison ». Près de 250 000 personnes sur 300 000 ont fui le Sud-Waziristan.
- Vendredi 6 novembre 2009 : L'armée annonce avoir pris le village de Makeen, important bastion des talibans et de leurs alliés, qu'ils ont attaqué à partir du 17 octobre.
- Dimanche 8 novembre 2009 : Un attentat suicide à la voiture chargée d'explosifs contre la maison du maire du village de Matni à Peshawar, cause la mort de 15 personnes et fait 20 blessés. Politicien local, Abdul Malik, est tué, il avait monté une milice d'auto-défense contre les talibans.
- Mardi 10 novembre 2009 : Un attentat suicide à la voiture chargée d'explosifs, sur le marché de Charsadda à Peshawar, cause la mort d'au moins 32 personnes et fait 30 blessés.
- Mercredi 11 novembre 2009 : Un groupe important de talibans attaquent un convoi militaire de 52 soldats de gardes frontières dans la zone de Ghanam Shah (district de Mohmand), tuant 2 d'entre eux et 10 ont disparu. Un hélicoptère de combat qui a pu intervenir rapidement a tué 10 talibans.
- Vendredi 13 novembre 2009 : Un attentat suicide à la voiture chargée d'explosifs, contre le siège des renseignements pakistanais (ISI) à Peshawar (nord-ouest), cause la mort de 17 personnes et fait 39 blessés.
- Samedi 14 novembre 2009 : Un attentat suicide à la voiture chargée d'explosifs, contre un barrage policier dans la banlieue de Peshawar (nord-ouest), cause la mort d'au moins 11 personnes et fait 25 blessés.
- Lundi 16 novembre 2009 : Un attentat suicide à la voiture chargée d'explosifs, contre le poste de police de Bud Her dans la banlieue de Peshawar (nord-ouest), cause la mort de 4 personnes et fait 26 blessés.
- Mardi 17 novembre 2009 : L'école de filles du village de Yousaf Kely, à 20 km au sud de Peshawar (nord-ouest), est détruite à l'explosif par un groupe de talibans. C'est la troisième école de filles à être dynamitée dans le secteur depuis 1 mois.
- Mercredi 18 novembre 2009 : Un missile américain tiré contre un campement de talibans dans le Nord-Waziristan tue 4 personnes et en blesse 5 autres.
- Jeudi 19 novembre 2009 : Un attentat suicide à la voiture chargée d'explosifs, contre le palais de justice de Peshawar (nord-ouest), cause la mort de 16 personnes et fait 36 blessés.
- Samedi 28 novembre 2009 : Le président Asif Ali Zardari a remis le contrôle de l'arme nucléaire sous l'autorité du premier ministre Youssouf Raza Gilani dans le cadre d'une série d'ordonnances prises à la suite de la décision de la Cour suprême, qui a invalidé des décisions prises par l'ancien président Pervez Musharraf lorsqu'il décréta l'état d'urgence[21].
- Dimanche 29 novembre 2009 : 
  - L'armée pakistanaise relance son offensive par 4 opérations de ratissage dans la ville de Bara, tuant 8 talibans et en blessant plusieurs autres, et par 4 autres opérations de ratissage dans la ville de Wana, tuant 4 talibans.
  - Le président Asif Ali Zardari, actuellement aux prises avec une impopularité croissante, assure que l'offensive en cours de l'armée contre les talibans dans la zone tribale du Sud-Waziristan a remporté des « succès considérables » et « l'opération se poursuivra jusqu'à ce que la région soit nettoyée des terroristes et que les objectifs soient atteints ».

### Décembre 2009
- Mercredi 2 décembre 2009 : Un attentat suicide par un adolescent, contre l'entrée de la base navale militaire d'Islamabad, cause la mort d'un soldat et en blesse 3 autres.
- Vendredi 4 décembre 2009 : Une attaque suicide dans une mosquée de la ville de garnison de Rawalpindi fait 36 morts et 70 blessés. Sur les quatre assaillants, deux sont abattus par les forces de l'ordre, les deux autres déclenchent leurs charges explosives dans la mosquée.
- Lundi 7 décembre 2009 :
  - Un attentat suicide contre l'immeuble du tribunal de Peshawar (nord-ouest), cause la mort de 10 personnes et en blesse 44 autres.
  - Deux attentats suicide à 30 secondes d'intervalle, dans le marché Moon l'un des plus populaires de Lahore, cause la mort de 49 personnes et en blesse 150 autres. Un gigantesque incendie a ravagé les boutiques et les restaurants.
- Mardi 8 décembre 2009 : Un attentat suicide à la voiture chargée d'explosifs, contre un bâtiment de l'armée à Multan (est), cause la mort de 12 personnes et en blesse 18 autres.
- Mercredi 9 décembre 2009 : La police annonce avoir arrêté, à Sargodha (Pendjab), 5 étudiants islamistes étrangers soupçonnés de préparer un attentat, parmi eux, figurent un Suédois, un Pakistano-Américain, deux Yéménites et un Égyptien. Ils ont été arrêtés dans la maison d'un militant du parti interdit Jaish-e-Mohammed. Ces 5 hommes résident habituellement en Virginie (États-unis) et leurs proches n'avaient plus de nouvelles depuis plusieurs jours[22].
- Vendredi 11 décembre 2009 : L'armée annonce avoir lancé une nouvelle grande offensive dans le Waziristan tuant 20 rebelles insurgés. Dans le district d'Orakzai, neuf rebelles ont été tués et deux caches détruites au cours de raids aériens sur les villages de Ghiljo et Mamoonzai.
- Samedi 12 décembre 2009 : Le premier ministre Youssouf Raza Gilani déclare que l'offensive de l'armée dans le Sud-Waziristan, lancée en octobre, était terminée et que les forces pakistanaises poursuivent désormais les talibans dans le district d'Orakzai.
- Mardi 15 décembre 2009 : Un attentat suicide à la voiture piégée devant le domicile d'un parlementaire à Dera Ghazi Khan (province du Pendjab) cause la mort de 33 personnes et en blesse soixante d'autres. La plupart des victimes sont des clients ou des employés d'un marché voisin.
- Mercredi 16 décembre 2009 : La Cour suprême annule un décret de 2007 amnistiant Asif Ali Zardari, aujourd'hui président, ainsi que des ministres, ouvrant la voie à des poursuites pour corruption qui pourraient déstabiliser le gouvernement.
- Jeudi 17 décembre 2009 : Deux salves de missiles américains ont frappé des cibles dans le Nord-Waziristan. Deux missiles ont touché une maison du village de Dattakhel, à 30 km à l'ouest de Miranshah, tuant 2 talibans puis 7 autres missiles ont détruit plusieurs maisons dans la zone d'Ambarshaga tuant 10 talibans.
- Mardi 22 décembre 2009 : Un attentat suicide contre le bâtiment du club de la Presse à Peshawar (nord-ouest), cause la mort de trois personnes, dont un policier, et en blesse 17 autres, dont 4 journalistes.
- Jeudi 24 décembre 2009 : 
  - Dans la nuit de mercredi à jeudi, les talibans ont détruit à l'explosif 3 écoles publiques dont 2 écoles de garçons dans le district tribal de Khyber et une de filles dans le district de Sufaid Dheri (province de Peshawar).
  - L'armée annonce avoir tué 9 talibans lors d'une opération dans le district d'Orakzai (nord-ouest) menées par des hélicoptères de combat contre 3 trois repaires de rebelles insurgés.
  - La justice décide d'étendre de 10 jours la détention préventive des cinq étudiants islamistes étrangers arrêtés le 9 décembre pour des liens présumés avec les groupes islamistes liés à Al-Qaïda. Ils sont soupçonnés d'avoir cherché à se mettre à la disposition des talibans pour préparer des attentats ou rejoindre la rébellion. L'enquête a montré qu'ils ont tous les 5 une double nationalité dont la nationalité américaine et 2 d'entre eux ont aussi la nationalité pakistanaise. Sur leurs ordinateurs portables saisis, la police aurait trouvé des informations concernant un site nucléaire pakistanais[23].
- Vendredi 25 décembre 2009 : 
  - Un chef tribal de la tribu Salarzai du district de Bajaur qui avait participé dans le village de Mamund à la création d'un groupe auto-défense contre les talibans est tué et décapité, « un message laissé sur le cadavre indiquait que quiconque rejoindrait cette milice contre les talibans serait tué de la même manière ». Selon le responsable local de la sécurité, les talibans cherchent à effrayer la population pour la dissuader de soutenir les opérations menées par l'armée dans la région[24].
  - Un missile américain tiré contre un repaire des talibans dans le Nord-Waziristan (nord-ouest) tue trois personnes et en blesse 2 autres.
- Dimanche 27 décembre 2009 : 
  - Un double tir de missiles américains tirés contre une maison du village de Saidgi à 7 km de Miranshah (Nord-Waziristan, nord-ouest) tue 13 personnes et en blesse 3 autres.
  - Un attentat à la bombe tue Sarbraz Sarddiqi, un responsable du gouvernement et 5 membres de sa famille, dans sa maison de Sadda (secteur de Kurram, nord-ouest). Des responsables gouvernementaux avaient déjà été enlevés dans ce secteur.
  - Un attentat suicide au poste de contrôle d'un rassemblement chiite à l'occasion des célébrations de l'Achoura à Muzaffarabad (province du Cachemire pakistanais) cause la mort de 8 personnes (dont trois policiers) et en blesse quelque 80 autres (dont 10 policiers). Des pèlerins chiites ont manifesté dans les rues certains tirant en l'air.
- Lundi 28 décembre 2009 :
  - Un attentat suicide contre une mosquée chiite à l'occasion des célébrations de l'Achoura à Karachi (province du Sind) cause la mort d'au moins 25 personnes et en blesse quelque 50 autres.
  - Les forces de sécurité annoncent que des fusillades ont opposé des milices tribales aux talibans, dans le district d'Orakzai, causant la mort de 15 personnes. 15 maisons du village ont été détruites et 9 villageois ont été tués dont un des anciens de la tribu qui luttent contre l'influence des talibans à Orakzai d'où est originaire Hakimullah Mehsud, chef du mouvement taliban Tehreek-e-Taliban Pakistan. De nombreux talibans se sont repliés sur cette région pour échapper à une offensive de l'armée pakistanaise contre leurs bastions dans le Sud-Waziristan[25].
- Jeudi 31 décembre 2009 :
  - Les Nations unies évacuent une partie des fonctionnaires expatriés à la suite de la série d'attentats qui ont endeuillé le Pakistan.
  - Un double tir de missiles américains tirés contre une maison du village de Machikhel à 25 km à l'est de Miranshah (Nord-Waziristan, nord-ouest) tue quatre personnes et en blesse deux autres.
  - Les 5 étudiants islamistes américains arrêtés alors qu'ils tentaient de prendre contact avec des militants islamistes seront vraisemblablement inculpés de terrorisme et risquent la perpétuité.